# لئوپولت اشتاینباتس
لئوپولت اشتاینباتس (به آلمانی: Leopold Steinbatz) (۲۵ اکتبر ۱۹۱۸ – ۲۳ ژوئن ۱۹۴۲) نظامی و خلبان تک‌خال آلمانی لوفت‌وافه و تنها دریافت‌کننده غیر افسر نشان صلیب شوالیه صلیب آهنین با برگ‌های بلوط و شمشیرها در جنگ جهانی دوم بود.

## زندگی‌نامه
لئوپولت اشتاینباتس روز ۲۵ اکتبر سال ۱۹۱۸ در وین به دنیا آمد. سال ۱۹۳۷ وارد نیروهای مسلح اتریش شد. پس از الحاق اتریش به آلمان در سال ۱۹۳۸، به خدمت در ورماخت ادامه داد. سال ۱۹۳۹ به لوفت‌وافه (نیروی هوایی) منتقل و وارد دوره آموزش پرواز گشت. اشتاینباتس به عنوان یک خلبان درجه‌دار به اسکادران ۹ گروه ۳ جناح ۵۲ جنگنده ملحق گردید تا با جنگنده مسرشمیت ب‌اف ۱۰۹ایی پرواز کند. در نبردهای سال‌های ۱۹۳۹ و ۱۹۴۰ جنگ جهانی دوم حضور نداشت. بهار سال بعد رزم را در کارزار بالکان تجربه کرد و تهاجم به کرت در مأموریت هواگردهای تهاجمی مشارکت نمود.
نخستین پیروزی هوایی اشتاینباتس با آغاز عملیات بارباروسا، تهاجم آلمان به شوروی در تابستان سال ۱۹۴۱، در روز ۱ اوت حاصل گشت. او استعداد خاصی در رزم هوایی نشان می‌داد. تا پایان ماه نوامبر تعداد پیروزی‌های هوایی اشتاینباتس به ۲۵ مورد رسید. روز ۸ دسامبر «جام افتخار لوفت‌وافه» را دریافت کرد. روز ۲۲ ژانویه سال ۱۹۴۲ صلیب طلایی آلمان به او اعطا گردید. سه هفته بعد، با دستیابی به چهل و دومین پیروزی هوایی، گروهبان دوم اشتاینباتس روز ۱۴ فوریه سال ۱۹۴۲ مفتخر به دریافت نشان صلیب شوالیه صلیب آهنین شد. مدت کوتاهی بعد به درجه گروهبان یکمی ترفیع گرفت. اشتاینباتس روز ۵ مه پنجاهمین هواگرد دشمن را سرنگون ساخت. در عرض سه روز بعدی هفت هواگرد دیگر ساقط گشتند. تا روز ۲۰ مه شمار پیروزی‌های هوایی او به عدد ۷۵ و تا روز ۲ ژوئن به ۹۰ رسید. این موفقیت‌های خارق‌العاده گیره برگ‌های بلوط را برای اشتاینباتس به ارمغان آورد.
تا روز ۱۵ ژوئن ۱۹۴۲ مجموعاً ۹۹ پیروزی هوایی به نام اشتاینباتس تثب شد. در این زمان، هنگام بازگشت از یک مأموریت رزمی هواگرد او مورد اصابت آتش توپ ضدهوایی دشمن قرار گرفت. اشتاینباتس نتوانست از هواگرد خارج شود و با سقوط در جنگل‌های نزدیک ووفچانسک جان خود را از دست داد. اشتاینباتس پس از مرگ گیره شمشیرهای صلیب شوالیه را نیز دریافت کرد و به درجه ستوان دومی ترفیع یافت.
در دوره رزمی کمتر از دو سال اشتاینباتس بیش از ۳۰۰ پرواز رزمی به انجام رساند و ۹۹ پیروزی هوایی کسب کرد.